# 32 (tal)
32 er et lige heltal og det naturlige tal, som kommer efter 31 og efterfølges af 33.

## I matematik
- En potens af 2 (25 = 2 × 2 × 2 × 2 × 2).
- Et defektivt tal.
- lig 11 + 22 + 33.

## Andet
- 32 grader Fahrenheit svarer 0 grader Celsius.
- Et menneske har 32 tænder i munden.
- 32 er atomnummeret på grundstoffet germanium
- 32 er den internationale telefonkode for Belgien.

## Sport
- Peter Møller – Dansk fodboldspiller kendt som nr. 32 under sidste ophold i FC København.

## Musik
- 32 - sang af det danske band Carpark North og sangerinden Stine Bramsen.

- Wikimedia Commons har flere filer relateret til 32 (tal)

| Matematik | Spire Denne artikel om matematik er en spire som bør udbygges. Du er velkommen til at hjælpe Wikipedia ved at udvide den. |